# .gd
.gd je internetová národní doména nejvyššího řádu pro Grenadu (podle ISO 3166-2:GD). Stejně jako domény .gy, .kn a .pr ji spravuje The National Telecommunications Regulatory Commission (NTRC).